# Cheorin
Königin Cheorin (koreanisch 철인왕후; * 27. April 1837; † 12. Juni 1878) war als Gemahlin von König Cheoljong von 1851 bis 1864 Königin von Joseon.

## Leben

### Herkunft
Königin Cheorin war die Tochter von Kim Mun-geun und seiner zweiten Frau der Dame Min aus der Yeoheung-Min Familie. Sie entstammte der Andong-Kim Familie. Cheorin war nie besonders mit ihren Eltern verbunden, sie galt außerdem als sehr wortkarg.

### Königin
Am 17. November 1851 heiratete sie auf Betreiben der Königin Sunwon, König Cheoljong. Politisch hielt sie sich zurück und stellte sich auch nicht auf die Seite ihrer Familie. Am 22. November 1858 gebar sie den Prinzen Yi Yung-jun, der aber nach  6 Monaten und 3 Tagen starb. 

### Königinwitwe
Als König Cheoljong mit 33 Jahren am 16. Januar 1864 starb, erhielt sie den Titel Königinwitwe Myeongsun. Sie beteiligte sie sich kaum an der Frage der Nachfolge. Als die Macht ihrer Familie mit der Adoption von Yi Myeong-bok des Sohnes des Prinzen Heungseon durch Königin Sinjeong erlosch, unternahm sie keine Schritte diese Macht zu erhalten. Yi Myeong-bok wurde als Gojong König von Joseon und später Kaiser von Korea. Sie starb 1878 in der Yanghwa Halle des Changgyeong-Palastes. Sie wurde in Yereung bei ihrem Ehemann beigesetzt.